# Веллерсон, Мила
Мила Веллерсон (англ. Mila (Mildred) Wellerson, полное имя Милдред, в браке англ. Mila Wellerson-Davidson; 1910, Нью-Йорк — 2004) — американская виолончелистка.

## Биография
Родилась в музыкальной семье евреев — выходцев из России. Дочь пианиста Макса Веллерсона (1883—1970), уроженца Ковно, и его жены, в прошлом виолончелистки Меры Школьник (1887—1959); братья и сестра матери — скрипачи Дженни, Грегор и Илья Школьники. Родители заключили брак в 1908 году в Нью-Йорке.
Училась у своей матери с трёхлетнего возраста. В 6 лет вместе с сестрой-близнецом Евгенией (в браке англ. Eugenia Driessen) дебютировала в камерном зале Карнеги Холла, в 1920 году начала исполнять на концертах «Колыбельную» собственного сочинения. 8 ноября 1920 года впервые выступила как солистка с Симфоническим оркестром Цинциннати под управлением Эжена Изаи. В 1922 году гастролировала во Франции. После развода родителей жила с отцом и его второй женой — пианисткой и музыкальным педагогом Идой Веллерсон (Ida N. Wellerson, 1894—1973); вышла замуж за Герберта Теодора Дэвидсона (1915—?), также из семьи иммигрантов из России.
В 1930 году Веллерсон стала лауреатом Наумбурговского конкурса молодых исполнителей, и это дало новый импульс её концертной карьере. В середине 1930-х гг. творческий союз связывает её с композитором Борисом Левензоном, выступающим вместе с ней как аккомпаниатор и создающим для неё несколько пьес. 
С 1952 года Веллерсон жила в Гааге, где в 1930 году (после замужества) поселилась её сестра-близнец. В 1950-е годы продолжала выступать в Европе.